# Західно-Тамбейське нафтогазоконденсатне родовище
Західно-Тамбейське нафтогазоконденсатне родовище — одне з родовищ півострова Ямал у Тюменській області Росії. Разом з кількома іншими родовищами північно-східної тамбейської групи (Північно-Тамбейське, Малигінське і Тасійське) належить «Газпрому». Розташоване у 585 км на північний схід від Салехарду.

## Опис
Родовище відкрите у 1986 році свердловиною № 30, пробуреною об'єднанням «Главтюменьгеологія». У його межах виявлено 9 нафтових, 10 газоконденсатних і 13 газових покладів. Колектор — пісковики з лінзовидними вкрапленнями глин.
Запаси родовища по російській класифікації за категоріями С1+С2 оцінюються у 101 млрд м³.
Як і відносно інших родовищ «Газпрому» тамбейської групи, існують плани розробки Західно-Тамбейського родовища з використанням заводу по виробництву зрідженого природного газу Ямал ЗПГ, який збирається ввести в експлуатацію у 2017 році компанія «Новатек» на основі ресурсів Південно-Тамбейського родовища. У 2015 році «Газпром» оголосив про перенесення строку планованого освоєння Західно-Тамбейського родовища з 2017 на 2023 рік.